# Hans-Dietrich Kams
Hans-Dietrich Kams (* 7. August 1938 in Oels) ist ein Brigadegeneral außer Dienst des Heeres der Bundeswehr. Er hatte Verwendungen in der Heeresfliegertruppe und war Brigadekommandeur der Luftlandebrigade 27 sowie der Heeresfliegerbrigade 3.

## Leben
Beförderungen
- 1960 Leutnant
- 1962 Oberleutnant
- 1965 Hauptmann
- 1970 Major
- 1973 Oberstleutnant
- 1981 Oberst
- 1991 Brigadegeneral

Kams absolvierte das Abitur 1958 in Bielefeld und trat am 16. April jenes Jahres als Panzerkanonier beim Panzerartillerieregiment 3 in Bremen zur späteren Verwendung in der Heeresfliegertruppe in die Bundeswehr ein. 1959 besuchte er die Heeresoffizierschule II in Hamburg und 1960 die Artillerieschule in Idar-Oberstein. 
Er wurde zum Hubschrauberführer-Offizier ausgebildet und hatte von 1961 bis 1969 Truppen-, Stabs- und Lehrverwendungen in der Heeresfliegertruppe in den Heeresfliegerstaffeln 301 und 5, im Heeresfliegerbataillon 300 und an der Heeresfliegerwaffenschule in Bückeburg.
Von 1969 bis 1971 absolvierte Kams den 12. Generalstabslehrgang Heer an der Führungsakademie der Bundeswehr in Hamburg, wo er zum Offizier im Generalstabsdienst ausgebildet wurde und von 1971 bis 1972 das Command and General Staff College der United States Army in Fort Leavenworth in Kansas in den Vereinigten Staaten. Von 1972 bis 1974 war er Generalstabsoffizier für Planung, Ausbildung und Organisation (G 3) der Luftlandebrigade 25 in Calw, von 1974 bis 1976 Kommandeur Fliegende Abteilung 310 des Heeresfliegerregiments 30 in Fritzlar, von 1976 bis 1978 Leiter Auswertestab Panzerabwehrhubschrauber 1 an der Heeresfliegerwaffenschule in Bückeburg, von 1978 bis 1981 Verteidigungsattaché in Kanada an der Deutschen Botschaft Ottawa, von Oktober 1981 bis April 1984 Chef des Stabes der 12. Panzerdivision in Veitshöchheim und von 1984 bis 1987 Gruppenleiter VII 1 und stellvertretender General der Heeresflieger im Heeresamt in Köln.
Kams war von April 1987 bis März 1990 Brigadekommandeur der Luftlandebrigade 27 in Lippstadt, von April 1990 bis September 1992 stellvertretender Divisionskommandeur der 14. Panzergrenadierdivision und stellvertretender Befehlshaber im Wehrbereich VIII in Neubrandenburg, von Oktober 1992 bis März 1994 Abteilungsleiter I und General Zentrale Heeresaufgaben im Heeresamt in Köln und in seiner letzten Verwendung ab April 1994 Brigadekommandeur der Heeresfliegerbrigade 3 in Mendig. Mit Ablauf des September 1998 wurde er in den Ruhestand versetzt.
Kams ist evangelisch, verheiratet und hat eine Tochter sowie einen Sohn.

## Auszeichnungen
- Meritorious Service Medal (1985)
- Ehrenkreuz der Bundeswehr in Gold (1986)
- Verdienstkreuz am Bande des Verdienstordens der Bundesrepublik Deutschland (1991)
- Legion of Merit (1995)